# Andrzej Biegalski
Andrzej Biegalski (né le 5 mars 1953 à Gierczyn en Pologne et mort le 14 mars 2017) est un boxeur polonais, champion d'Europe amateur en 1975,.

## Carrière
Andrzej Biegalski entame sa carrière dans le club de Górnik Radlin puis défend les couleurs de Górnik Pszów, Legia Varsovie et finalement GKS Jastrzębie. Lors des championnats d'Europe de boxe amateur 1975 à Katowice, dans sa Silésie natale, il bat à la suite Peter Sommer (Tchécoslovaquie) 5 points à 0, Peter Hussing (RFA) par KO dans la première reprise, Mircea Simion (Roumanie) par KO dans la seconde reprise, et en finale, le tenant du titre Viktor Ulyanich (URSS) 4 à 1.
Biegalski participe aux Jeux olympiques d'été de 1976 mais s'incline au second tour face à l'Américain John Tate. Après sa carrière de boxeur, il entame une carrière politique et se présente aux élections législatives polonaises de 2005. 

## Palmarès

### Championnats d'Europe de boxe anglaise
- Médaillé d'or en poids lourds à Katowice en 1975

### Championnats de Pologne de boxe anglaise
- Médaillé d'or en poids lourds en 1974 et 1978
- Médaillé d'argent en poids lourds en 1977
- Médaillé d'or en poids super-lourds en 1979